# Взгляд (телепрограмма)
«Взгляд» — вечерняя информационная программа, выходившая в эфир по пятницам со 2 октября 1987 года сначала по Первой программе ЦТ, затем по 1-му каналу Останкино и ОРТ.
Первыми ведущими «Взгляда» были Дмитрий Захаров, Владислав Листьев и Александр Любимов. Два первых выпуска вместе с ними провёл Олег Вакуловский. Программа выпускалась Главной редакцией программ для молодёжи ЦТ СССР (1987—1990) и телекомпанией ВИD (с 5 октября 1990 года). С 1988 по 1991 год сюжеты для программы делала телекомпания АТВ, а с 1994 по 1995 год программа выпускалась совместно со студией «Публицист» РГТРК «Останкино». Последний выпуск «Взгляда» вышел в эфир 23 апреля 2001 года. По мнению интернет-издания Lenta.ru, «Взгляд» является одной из десяти передач «Первого канала», «изменивших представление россиян о телевидении».

## История
В 1975 году у сотрудников Молодёжной редакции ЦТ (Анатолий Лысенко, Эдуард Сагалаев, Анатолий Малкин, Кира Прошутинская) появилась идея программы под условным названием «У нас на кухне после 11-ти», которая включала бы в себя обсуждение текущих новостей простым и понятным народу языком в декорациях, стилизованных под кухню. Задумка тогдашним руководством одобрена не была, и к идее вернулись лишь спустя 12 лет, когда в апреле 1987 года на заседании ЦК КПСС было принято закрытое решение о создании молодёжной вечерней пятничной передачи. Решение было принято Александром Яковлевым, секретарём ЦК КПСС по идеологии, после окончания в СССР практики глушить иностранные радиостанции и ввиду стремления привлечь молодую аудиторию к телеэкранам в позднее вечернее время. 
Чуть позже в эфире был объявлен конкурс на название программы. Однако, существует версия, что название передачи придумал Эдуард Сагалаев, который тогда возглавлял «молодёжку». Уже в октябре появилась вечерняя информационно-музыкальная передача для молодёжи «Взгляд». Александр Кондрашов в своей рецензии на книгу Евгения Додолева «Битлы перестройки» отметил: «В оборот вернулось много неизвестных или забытых фактов: то, что родителями программы были Анатолий Лысенко и Эдуард Сагалаев, знали все, но то, что первые выпуски „рожали“ Кира Прошутинская и Анатолий Малкин, — нет».
Формат передачи включал в себя прямой эфир из студии и музыкальные клипы. В условиях отсутствия на территории страны каких-либо музыкальных передач, транслировавших современную зарубежную музыку, это была единственная возможность увидеть клипы многих исполнителей, популярных в тот момент на Западе.
В качестве ведущих приглашались лица, работавшие за рубежом, в частности, на Иновещании. В начале передачи их было четверо: Владислав Листьев, Александр Любимов, Дмитрий Захаров и Олег Вакуловский, затем в программу пришёл Александр Политковский. Чуть позже к ним присоединились Сергей Ломакин и Владимир Мукусев. В качестве ведущих приглашались известные в ту пору журналисты Артём Боровик и Евгений Додолев:

Из газетного мира пришли во «Взгляд» Артём Боровик, проводивший очень нужную тему конверсии и проблем армии, и Евгений Додолев − автор ряда сенсационных сюжетов.

С 1990 по 1993 год производство программы «Взгляд» стало осуществляться телекомпанией ВИD, а программа стала представлять собой аналитическое ток-шоу.
Скандал разразился 26 декабря 1990 года, когда руководство Гостелерадио СССР запретило выход в эфир новогоднего выпуска «Взгляда». Председатель Гостелерадио СССР Леонид Кравченко мотивировал запрет нежелательностью обсуждения отставки министра иностранных дел СССР Эдуарда Шеварднадзе. 10 января 1991 года первый заместитель Председателя Гостелерадио СССР подписал приказ о приостановлении производства и выхода в эфир программы, означавший, по сути, запрет на выход в эфир.
26 февраля 1991 года перед гостиницей «Москва» прошла манифестация в защиту гласности с участием «взглядовцев», собравшая полмиллиона участников. В апреле 1991 года вышел первый «Взгляд из подполья», который готовили Александр Любимов и Александр Политковский.
17 мая 1991 года «Взгляд» транслировался из Риги. 23 и 25 августа 1991 года вышли специальные выпуски «Взгляда», посвящённые событиям 19-23 августа 1991 года.

Заставка программы «Взгляд» с Александром Любимовым (27.05.1994—26.09.1997)

С 1992 по 1993 год функцию программы «Взгляд» фактически выполняли четыре программы телекомпании ВИD: «Тема», «МузОбоз», «Красный квадрат» и «ПолитБюро». Причём в сюжетах последних двух программ использовался всем известный «ромбик». В сентябре 1993 года «Красный квадрат» был закрыт, а уже в октябре было закрыто «ПолитБюро».
В 1993 году вышло два специальных выпуска «Взгляда» в формате ток-шоу. Первый выпуск, посвящённый референдуму «да-да-нет-да», вышел в апреле и его подготовили Любимов, Листьев и Политковский, а также Иван Демидов в качестве главного режиссёра. Второй выпуск, посвящённый новой политической элите России, вышел в июне.
27 мая 1994 года вышел в эфир «Взгляд с Александром Любимовым» в формате информационно-аналитической программы. 22 июля 1994 года гостем в программе стал Александр Солженицын, незадолго до этого прибывший в Москву впервые после длительной эмиграции.
Большое внимание программа уделяет разрастающемуся с ноября 1994 года конфликту в Чечне. Во время первой и второй чеченской войны Александр Любимов неоднократно вылетает в зону боевых действий.
Обновлённый «Взгляд» неоднократно поднимал проблемы морали, бедности, безработицы, пытался преодолеть «кризис веры», охвативший многих, и показывает незаурядных людей из среды фермеров, учителей, врачей и рабочих. Особое внимание уделяется борьбе с наркоманией. Своё первое интервью федеральному телевидению основатель фонда «Город без наркотиков» Евгений Ройзман дал именно в этой программе. Про поздний «Взгляд» тележурналист Владимир Кара-Мурза-старший отмечал, что он являлся полузаказной передачей, только дискредитировавшей название «Взгляд». Схожего мнения придерживается и Владимир Мукусев, воспринимающий эту инкарнацию передачи как «попытку творчески нажиться на безусловной и заслуженной славе нашего „Взгляда“», о чём неоднократно рассказывал в интервью.
С ноября 1996 по август 1999 года соведущим «Взгляда» был Сергей Бодров (младший).
До 2 октября 1998 года программа выходила поздно вечером по пятницам, после чего (с 5 октября того же года) — поздно вечером по понедельникам, сохраняя прямой эфир и интерактивность (в студии работал телефон).
В апреле 2001 года, после назначения Александра Любимова первым заместителем генерального директора ОРТ, программу пришлось закрыть. Это закрытие было неожиданным, поскольку ещё с сентября 2000 года в течение нескольких месяцев проводился всероссийский кастинг на соведущего программы. По другой версии, одной из причин закрытия передачи также могли стать её снизившиеся рейтинги.

## Значение
Программа «Взгляд» стала одним из символов перестройки. Она перевернула представление советских зрителей конца 1980-х о телевизионной журналистике и подаче новостных материалов. Раскованные молодые ведущие в почти домашней одежде, прямой эфир, острые материалы, современные видеоклипы в качестве «музыкальных пауз» — всё это разительно отличалось от строго отрежиссированных и прошедших цензуру новостных программ Центрального Телевидения, таких как, например, программа «Время». Выпуски были в основном посвящены злободневным, социальным темам сегодняшнего дня. В эфир в качестве гостей приглашались политические деятели и популярные в СССР и России люди. Программа пользовалась большой популярностью аудитории, выпуски широко обсуждались общественностью и в СМИ.
Даже 10 лет спустя «Огонёк» позиционировал ведущих как «народных героев». Иван Демидов, говоря о таком явлении как перестройка, замечал:
Если опять вернуться к временам, когда начинался «Взгляд», — людям, которые управляли тогда страной, казалось, что нужно запрещать крамольные фразы о пленумах ЦК. А надо было запрещать майки на ТВ, острые стилевые моменты, новые разговоры — в этом и была бомба замедленного действия, в раскрепощении сознания.
Программа вызвала интерес и за рубежом. В 1990 году было подписано соглашение с западными телекомпаниями на ретрансляцию передачи, которое вскоре пришлось расторгнуть в связи с закрытием программы.
22 сентября 2007 года весь коллектив был удостоен специальной премии ТЭФИ в честь 20-летия программы, изменившей российское телевидение. Примечательно, что из 31 человека, награждённого в честь юбилея «Взгляда», 25 над передачей не работали никогда. Владимир Мукусев отметил:

На очередной тусовке под названием «Вручение ТЭФИ» на сцену во главе с Любимовым поднялись люди, либо вообще никогда не имевшие отношения к «Взгляду», либо ничего, кроме вреда, ему не принесшие. Ему-то и была вручена заветная статуэтка. Зачем это было сделано, стало ясно через год, когда Познер тоже получил ТЭФИ. Коммерческий ларек «ты мне — я тебе» продолжает работать.

Впоследствии Любимов ответил на это обвинение:
Гостей на церемонию приглашали без меня. Я позвал на сцену всех «взглядовцев», находившихся в зале. А уж кто не пришёл и по какой причине… Телевидение — коллективный продукт. Звучит банально, но это так. Ведущие находились в кадре, а сколько народу помогало?. 
Тот же Владимир Мукусев подчёркивал, что передача «была сильна в первую очередь не журналистами, а гостями». Он же отмечал в одном из интервью:
„Взгляд“ — это не только сюжеты. Он влиял на принятие властью серьёзнейших политических решений. Например, был предъявлен народу первый легальный советский миллионер — Артём Тарасов и партбилет его заместителя по кооперативу. Чёрным по белому там было написано: партвзносы за месяц 90 тысяч рублей. Это при средней зарплате в стране в 120 рублей. Грандиозный скандал привёл к принятию принципиально нового закона о кооперации, создавшего правовую базу для перехода страны к многоукладной экономике и к реальному рынку.
В то же время Валерий Кичин спустя почти четверть века после начала выхода программы (в 2012 году) отмечал:
В знаменитой программе «Взгляд» первых лет перестройки улыбчивые молодые супермены — Любимов, Листьев, Политковский, Захаров, Додолев — предстали «рыцарями правды» и борцами за «новое телевидение». Смысл новизны, кроме разрешённой, но все равно вызывавшей уважение независимости суждений, был в особом ритме, в котором существовали динамичные молодые люди. Он был естественным, в нём было своё обаяние. Тогда он казался динамикой нового времени. Сегодня ясно, что это — мотыльковость, которая из модного стиля постепенно перерождалась в жизненную позицию. Ни на чём нельзя сосредоточиться более чем на пять минут. Надо спешить: какая к чёрту философия, нас ждёт очередной клип. Мысль, едва возникнув, зарезается на полуфразе, и уже никого не волнует, чем она завершится: наметили тему любой важности, отметились — и мимо. За полтора часа программа успевала поговорить обо всём — и ни о чём всерьёз. Но воспринимали её всерьёз. Как знак нового сознания. Как образ мысли поколения. Отражала ли она потребности общества? Несомненно. Она давала иллюзию прикосновения к предметам доселе запретным, охотно и задиристо разоблачала. Но дальше не шла. Её борьба состояла из мелких тычков-кусаний и никогда не переходила на уровень интеллектуальный, не стремилась разоблачённое осмыслить и тем дать обществу реальный толчок к самосовершенствованию.

## Ведущие и режиссёры
В разное время ведущими были:

| - Дмитрий Захаров (1987—1990) - Владислав Листьев (1987—1991) - Александр Любимов (1987—1991, 1994—2001) - Олег Вакуловский (1987) - Александр Политковский (1988—1991) | - Сергей Ломакин (1988—1989) - Владимир Мукусев (1988—1990) - Артём Боровик (1989—1990) - Евгений Додолев (1989—1990) - Игорь Кириллов (1990—1991) |

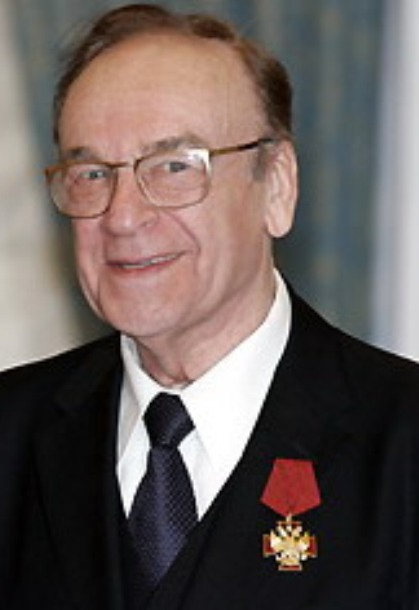
Игорь Кириллов
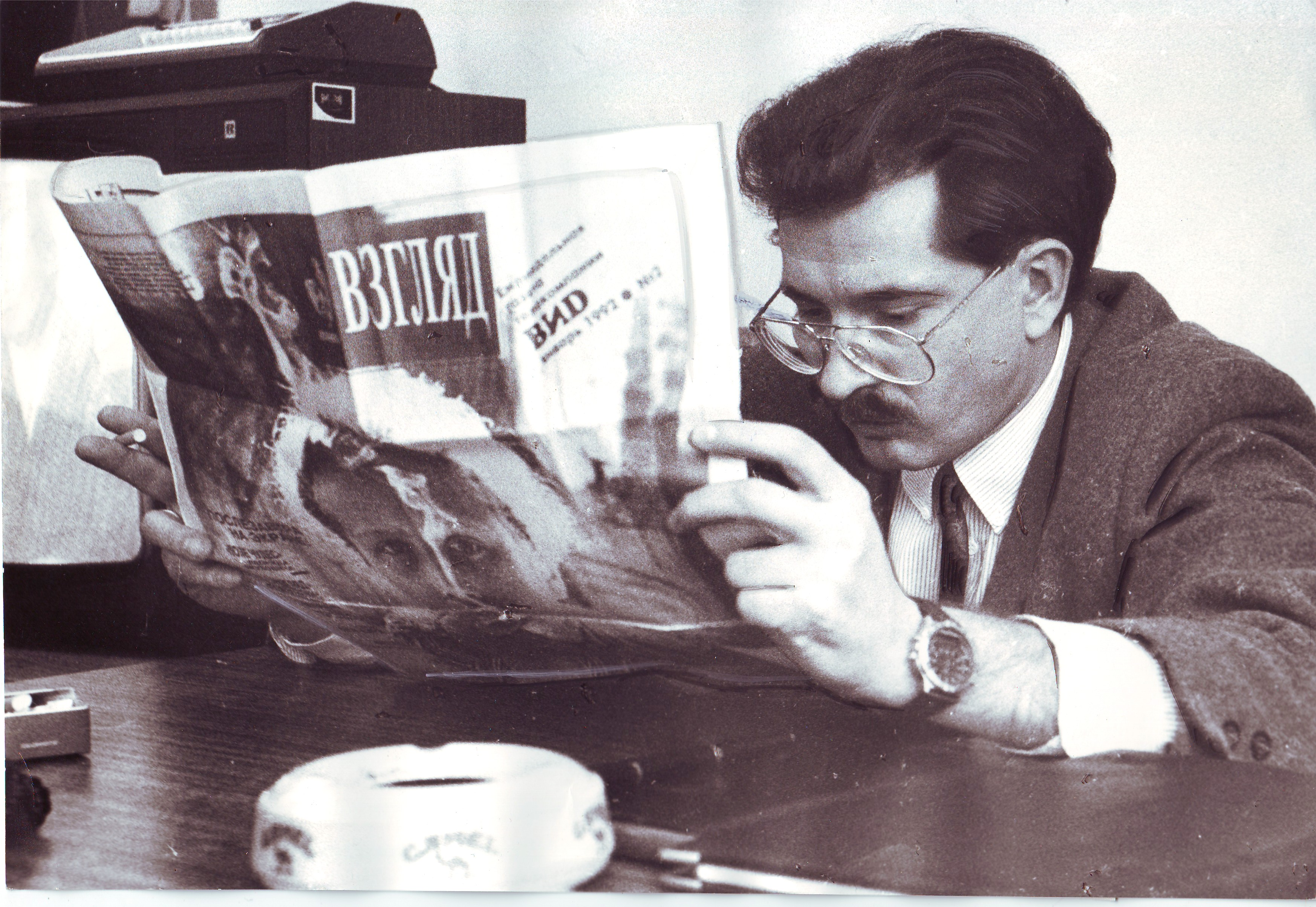
Владислав Листьев
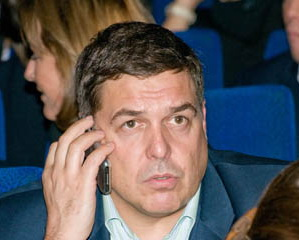
Александр Любимов
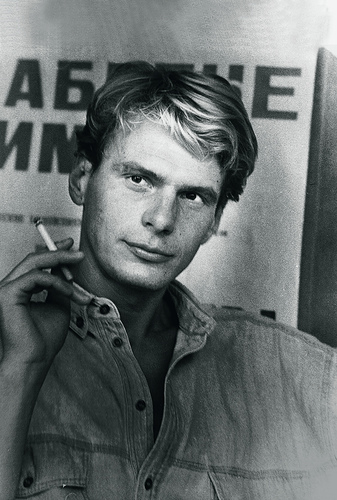
Евгений Додолев
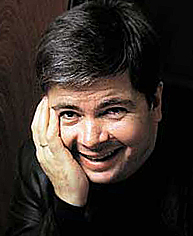
Артём Боровик
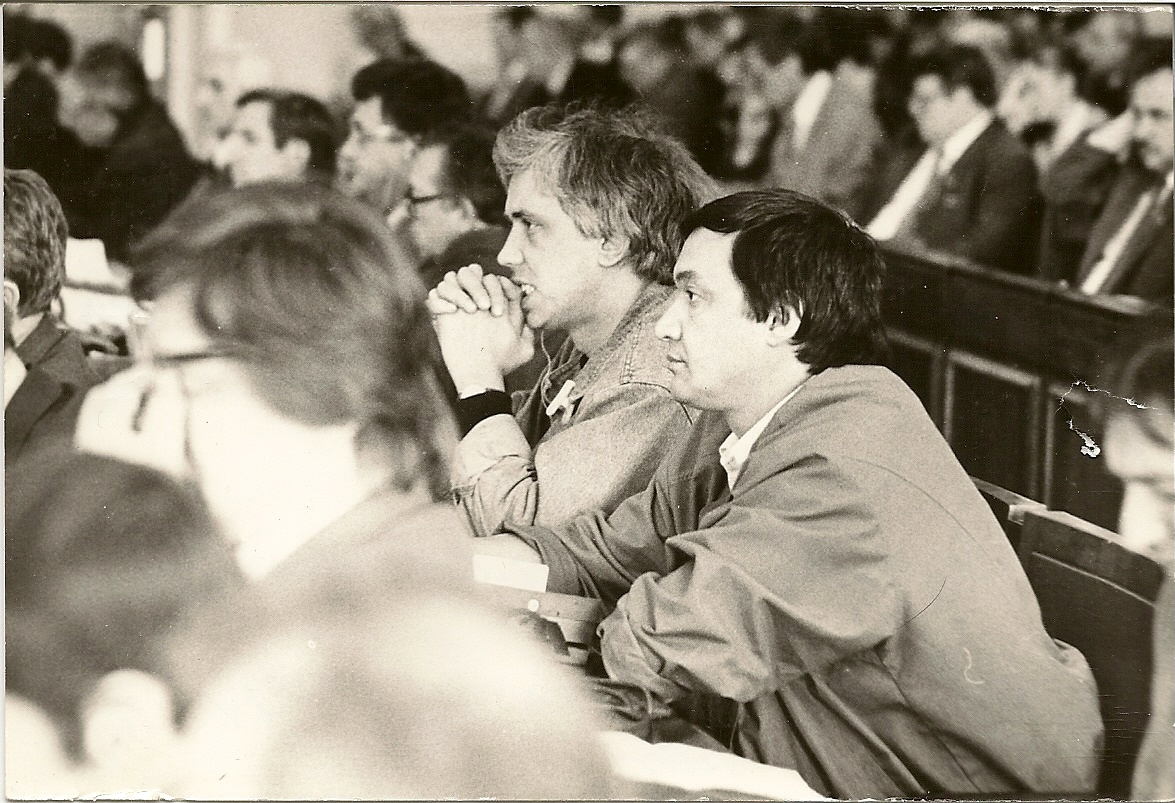
Александр Политковский и Владимир Мукусев

Кроме того, по одному выпуску провели Александр Масляков (1 апреля 1988 года) и Никита Михалков (спортивный выпуск).
На этапе постсоветского перезапуска в качестве соведущих Александра Любимова привлекались Сергей Бодров (1996—1999), Андрей Кирисенко (1998—2000), Чулпан Хаматова (2000, до этого неоднократно принимала участие в программе в качестве гостьи), Николай Цискаридзе (поздний «Взгляд», 2001).
В программе также работали:

| - Иван Демидов (режиссёр) - Константин Эрнст (сценарист, режиссёр выпусков 1989 года. Его первым сюжетом стало интервью с Ниной Андреевой, вышедшее 10 ноября 1988 года) - Андрей Разбаш (режиссёр) - Татьяна Дмитракова (режиссёр) | - Сергей Морозов (режиссёр) - Александр Куприн (режиссер сюжетов и фильмов) - Елена Карпова (музыкальный редактор) - Марина Лозовая (музыкальный редактор) |

### Журналисты
| - Елена Саркисян (автор сюжетов) - Владислав Флярковский (автор сюжетов) - Яна Чернуха (автор сюжетов) - Елена Ханга (автор сюжетов, 1987—1989) - Дмитрий Дибров (автор сюжетов, 1988—1989, интервьюер, 1997) | - Иван Усачёв (1990, рубрика «Зонд») - Оксана Найчук (корреспондент) - Елена Масюк (корреспондент) - Валерий Комиссаров (корреспондент, 1989—1991) - Андрей Калитин (корреспондент) - Василий Уткин (корреспондент) |

Корреспонденты в поздние годы («„Взгляд“ с Александром Любимовым», 1994—2001):
| - Кирилл Белянинов - Ильяс Богатырёв - Олеся Бондарева - Тамара Бочарова - Юлия Водзаковская - Алла Волохина - Эдуард Джафаров - Аэлита Ефимова - Андрей Кирисенко | - Роман Каменский - Анастасия Козлова - Алексей Косульников - Артём Лисс - Нормунд Масальский - Аксана Панова - Пётр Толстой - Сергей Холодный - Вадим Хуланхов - Михаил Шевелёв |

## Значимые сюжеты

### Социальный рок
Популярность социального рока в СССР отчасти была обеспечена программой «Взгляд». Сергей Ломакин в газете «Музыкальная правда» вспоминал:
«Взгляд» эксплуатировал закономерный интерес публики к социальному року. И показал массовой публике лучшие команды: «ДДТ», «Наутилус Помпилиус», «Кино». Это была настоящая гражданская поэзия, и мы пробили этой музыкой брешь в цензурной стене... На т.н. «большой» планёрке в Останкино один из музыкальных редакторов однажды сказал: «Огромное спасибо «Взгляду» за то, что он открыл стране советский рок». Бутусов, Цой, Шевчук – это литература неравнодушных людей. Тогда музыка делала революцию….

### Гдлян и Иванов
Вот как об этом воспоминали четверть века спустя:
В августе 1988 года следователи Гдлян и Иванов неожиданно выступили по Центральному телевидению в программе «Взгляд», и сообщили, что после XIX Всесоюзной конференции КПСС уже дважды проверялись материалы уголовного дела, но вывод один и тот же: имеются все основания для привлечения ряда делегатов конференции к уголовной ответственности… Несколько слов о самой программе «Взгляд», в которой выступили Гдлян и Иванов. Программа «Взгляд» была одной из самых популярных на советском телевидении в 1987—1991 годах, и отличалась резко критическим настроем в отношении советской системы, там критиковали всё и всех (не критиковали только демократов).

### Советские военнопленные в Афганистане
Тот же Сергей Ломакин отмечал:
Мы первыми подняли вопрос о наших военнопленных в Афганистане. Саша Бархатов поехал в Пакистан и показал крупным планом этих ребят, еле передвигающих ноги. Программа «Время» этот сюжет не дала, а «Взгляд» дал. Мы же занимались «афганскими» инвалидами.

### Захоронение В. И. Ленина
В эфире программы 21 апреля 1989 года режиссёр «Ленкома» Марк Захаров впервые сказал о необходимости захоронения Владимира Ильича Ленина и весной 1991 года сжёг свой партийный билет члена КПСС.

### Скандал в ЦДЛ
18 января 1990 года в Центральном доме литератора (ЦДЛ) общество «Память» выступило против членов общества «Апрель» («писатели в поддержку перестройки»). Тогда был избит литератор Анатолий Курчаткин.
Об этой истории в своих книгах позднее писали участники события, в частности писатель Александр Рекемчук:
Газеты и еженедельники пестрели сенсационными сообщениями о погроме… 23 января Анатолия Курчаткина и меня пригласили для участия в программе «Взгляд». В ту пору «Взгляд» имел неслыханную популярность. Его смотрели по системе «Орбита» десятки миллионов зрителей на пространстве от Сахалина до Балтики, от Норильска до Ферганы. Вели передачу молодые журналисты Влад Листьев, Артём Боровик, Владимир Мукусев, Александр Политковский, Евгений Додолев.
Впервые телезрителям показали кадры, снятые Стеллой Алейниковой-Волькенштейн в тот вечер. Потом был вопрос: что это такое? У меня сохранилась аудиозапись передачи:
«Курчаткин. …Одна страшная вещь: мы имеем дело с той разновидностью национального сознания, которую можно назвать словом „черный национализм“.
Рекемчук. Мы давно и, пожалуй, напрасно прибегаем к эвфемизмам, говоря об этом явлении. Мы явно избегаем произносить слово „фашизм“. Вот почему мы предпочитаем говорить обиняками. Но нужно называть вещи своими именами: это движение политическое, фашистское».
Потом было множество телефонных звонков от тех, кто смотрел и слушал этот выпуск «Взгляда».
Одни высказывали поддержку. В их числе был Юрий Нагибин: «Ты сказал то, что надо было сказать давно».
Другие же, не представляясь, не ввязываясь в спор, просто крыли меня трехэтажным матом.
По возвращении из Киева я буду вызван повесткой в суд, в качестве свидетеля по делу Осташвили-Смирнова.

### Сюжет о лошади
Владислав Листьев и Татьяна Дмитракова сделали в своё время сюжет о юноше, который «взял в СК МАИ после полученной травмы ноги лошадь и поселил её в московской квартире (Волоколамское ш. 8) на первом этаже, с желанием её вылечить. Юношу звали Петя Малышев. Позже он уехал добровольцем в Молдавию, а потом в Сербию, где погиб. А лошадь потом отдали на КСБ БИТЦА» (жюри фестиваля в Монтрё присудило сюжету высшую премию).

## Отражения в культуре

### В музыке
Начало телепрограммы спровождал отрывок из композиции и видеоклипа Билли Айдола Don't Need a Gun из альбома 1986 года Whiplash Smile.
- Телепрограмме «Взгляд» была посвящена песня «Ох уж этот „Взгляд“» (исп. Сергей Минаев, Владимир Маркин и Валерий Панков)[84]. Песня представляет собой кавер на песню Shy Shy Sugarman германского поп-трио Jack’s Project[85].
- Группа «Сектор Газа» исполняет песню «Голубь», в которой упоминается передача «Взгляд»:

Свидание назначила ты мне,

На шесть часов, всё было как во сне,

Я целый день подряд утюжил свой наряд,

Чтобы смотреться как ведущий передачи «Взгляд»
- Игорь Тальков упомянул программу в песне «Метаморфоза», описывающей резкое изменения политических взглядов публичных людей во время Перестройки:

Обрядился в демократа

Брежневский «пират»,

Комсомольская бригада

Назвалась программой «Взгляд».
- Сольный альбом Андрея Макаревича «У ломбарда» (1991 год) открывает песня «Пооткрыли вновь церквей», в которой есть строчка:

Я бы был ужасно рад слышать ваше мнение,

Только молча гость сидел, попивал вино

Да смотрел программу «Взгляд», депутатов прения,

На часы взглянув, зевнул и вылетел в окно.
- В 1994 году Андрей Макаревич написал песню «Посвящение ВИDу», которая начинается так:

На исходе заката когда-то,

Может, год, может, больше назад

Как робел я от вашего «Взгляда»,

Как любил ваш задумчивый «Взгляд». 

### В кинематографе
- В фильме «Имитатор» есть эпизод, где в студии программы «Взгляд» Владислав Листьев берёт интервью у главного героя картины — пародиста Игоря Луценко (Игорь Скляр).